# Edward Louis Spears, 1. baronet
Sir Edward Louis Spears, 1. baronet, britanski general, * 1886, † 1974.